# Lorenzo Barceló
Lorenzo Antonio Barceló (nacido el 10 de agosto de 1977 en San Pedro de Macorís) es un lanzador dominicano que jugó en las Grandes Ligas. Lanzó para los Medias Blancas de Chicago de 2000 a 2002.
Fue uno de los seis prospectos cambiados a los Medias Blancas en el infame White Flag Trade.
Fuera de Grandes Ligas, Barceló lanza actualmente para los Rieleros de Aguascalientes en la Liga Mexicana de Béisbol. 
En la Liga Dominicana lanzó para las Águilas Cibaeñas.

## Actualidad
El día 29 de agosto de 2012 Lorenzo Barceló aceptó una carrera en siete entradas y un tercio, y apoyado por tres jonrones, dio a los Rojos del Águila de Veracruz su primer título en la Liga Mexicana de Béisbol en 42 años, al derrotar por 8-1 a los Rieleros de Aguascalientes en el séptimo y decisivo partido de la Serie del Rey. El trofeo de Jugador Más Valioso fue para el lanzador dominicano, el cual obtuvo dos victorias fundamentales en la Serie del Rey. Cabe destacar que su récord durante toda la postmporada fue de 6-0.
Actualmente juega con los galácticos de la poderosa liga de veteranos Villa de Seris de Hermosillo, Sonora, equipo lidereado por el "gran moye" compadre del chivo de club mayos. 